# Quesnelia arvensis
Quesnelia arvensis (лат.) — цветковое растение, вид рода Quesnelia семейства Бромелиевые (Bromeliaceae). Эндемик экорегиона атлантического леса на юге и юго-востоке Бразилии.

## Описание
Quesnelia arvensis — цветковое растение, достигает высоты и ширины 30-45 см. Листья многочисленные в густой розетке, прямые, длиной 3-5 см; влагалища эллиптические, крупные, цельнокрайние, пурпурного оттенка, покрытые с обеих сторон мелкими бледными прижатыми чешуйками. Лопасти листа острые с тёмной жёсткой верхушкой, шириной 4-6 см, пильчатые с тёмными шипами длиной 1-2 мм. Стебель центральный, прямой, короче листьев. Прицветники прямые, ланцетные с толстой жёсткой верхушкой, полуперепончатые, розовые. Соцветие простое, очень густое, короткоцилиндрическое, длиной 6-12 см, диаметром 4-6 см. Цветочные прицветники примерно в 12 рядах, прямые, до 5 см длиной, узкие, превышающие цветки, сублигатурные, острые или округлые, остроконечные, однородные и без отличительных краёв, плоские или слегка гофрированные к основанию, от цельнокрайних до пильчатых, перепончатые, розовые. Цветки сидячие, 30-35 мм длиной. Чашелистики свободные, широкопродолговатые, асимметричные, 8-9 мм длиной, остроконечные, густо перекрывающиеся, как и завязь. Лепестки прямые, почти продолговатые с загнутой верхушкой, 17-22 мм длиной, с 2 пильчатыми чешуйками у основания, лопасть тёмно-синяя; пыльники продолговатые с удлинённой и острой связкой. Пыльца широкоэллипсоидная, скульптурированная с неясными порами. Завязь субцилиндрическая до эллипсовидной.

## Распространение и местообитание
Эндемик Бразилии, произрастает в атлантическом лесу на юго-востоке Бразилии. Растёт вдоль побережья на мхе и органическом материале в болотистых лесных районах, где предпочитает тенистые и влажные местообитания.

## Галерея

Quesnelia arvensis
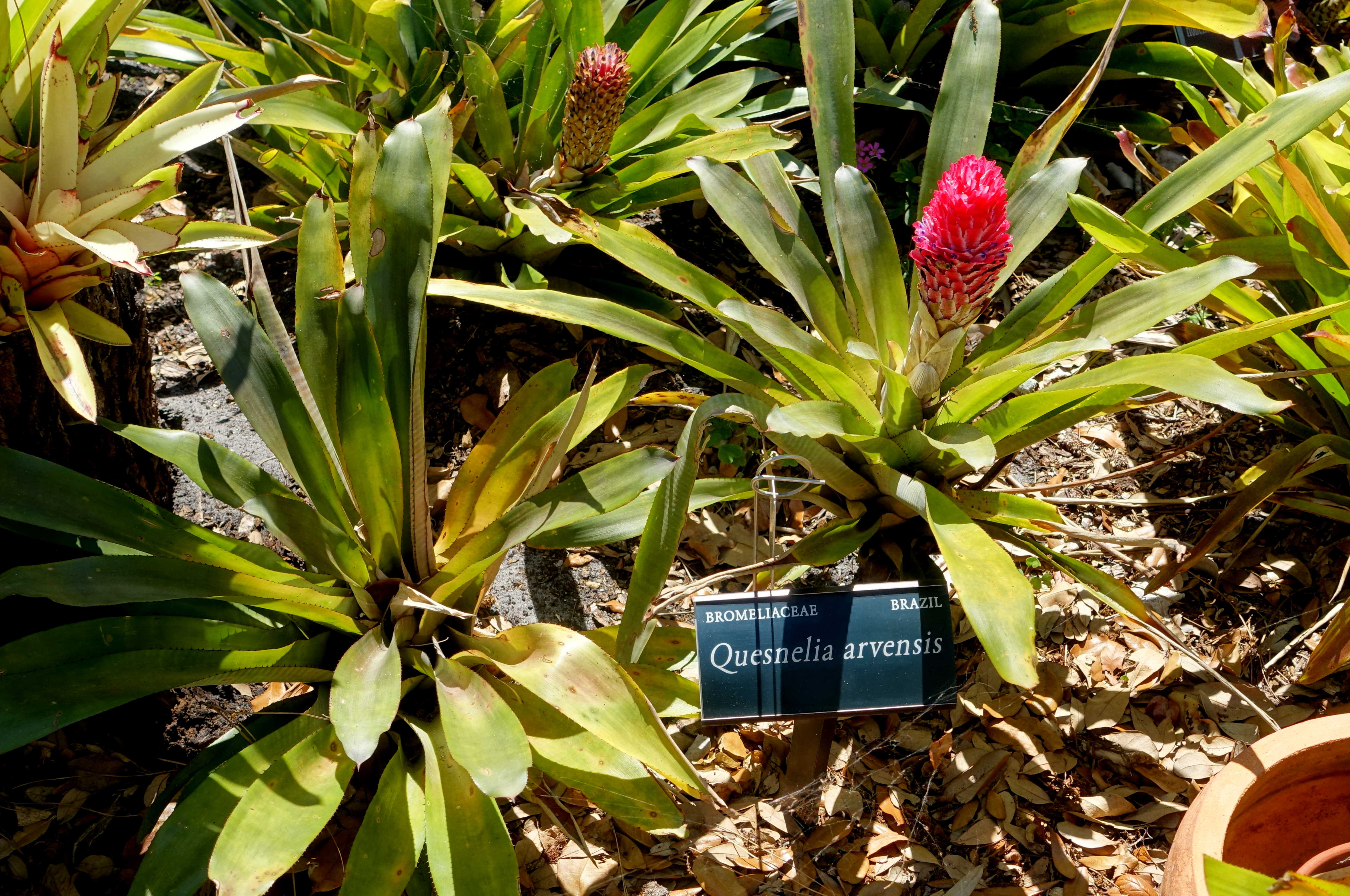
Внешний вид
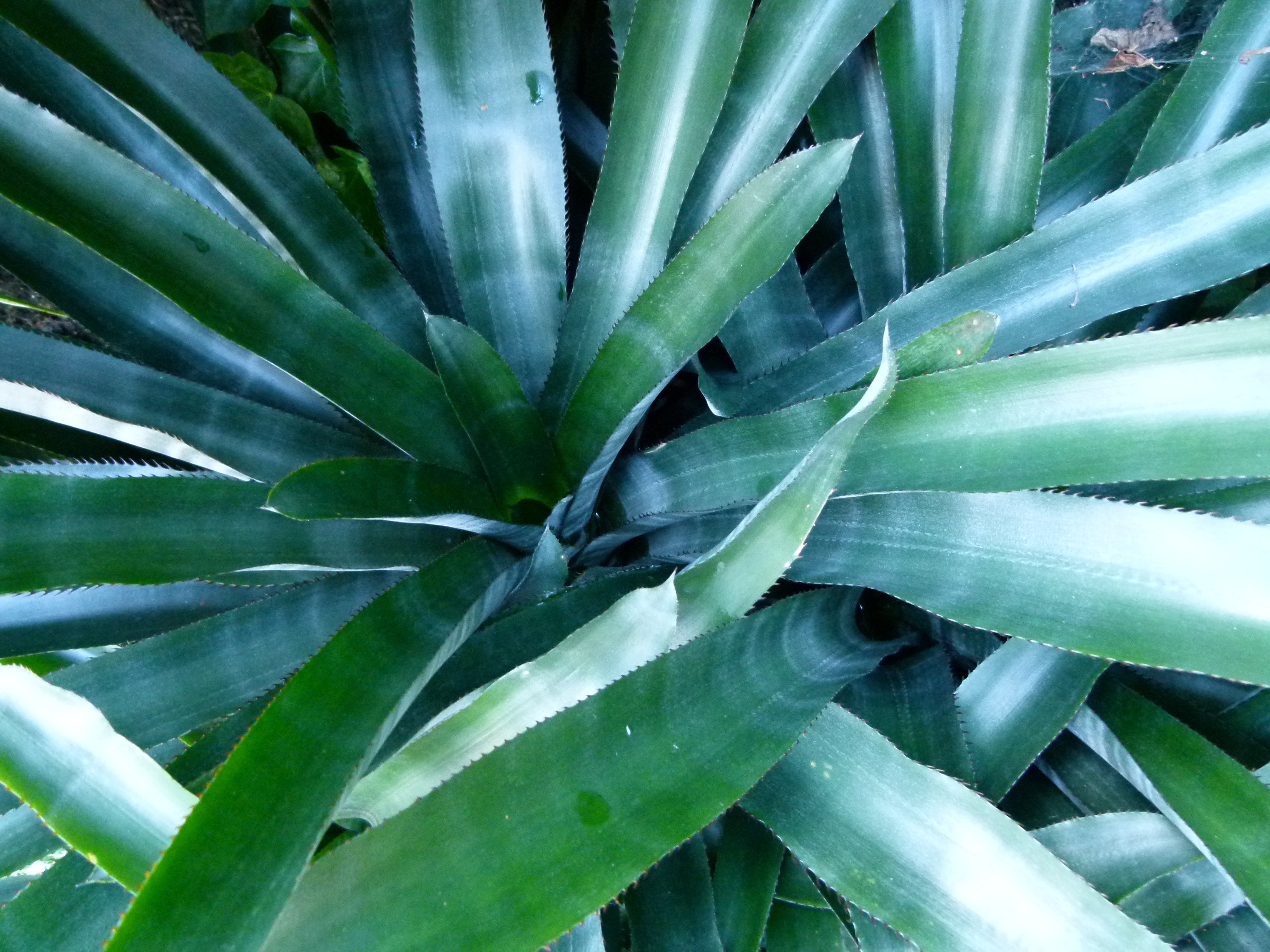
Листовая розетка
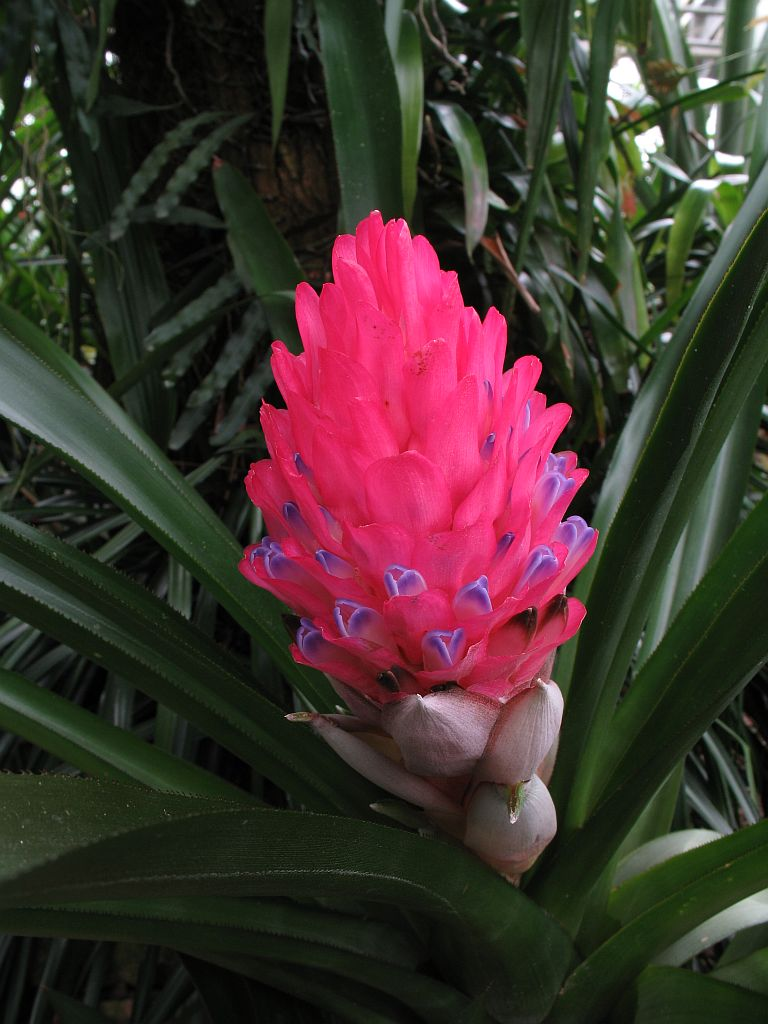
Соцветие
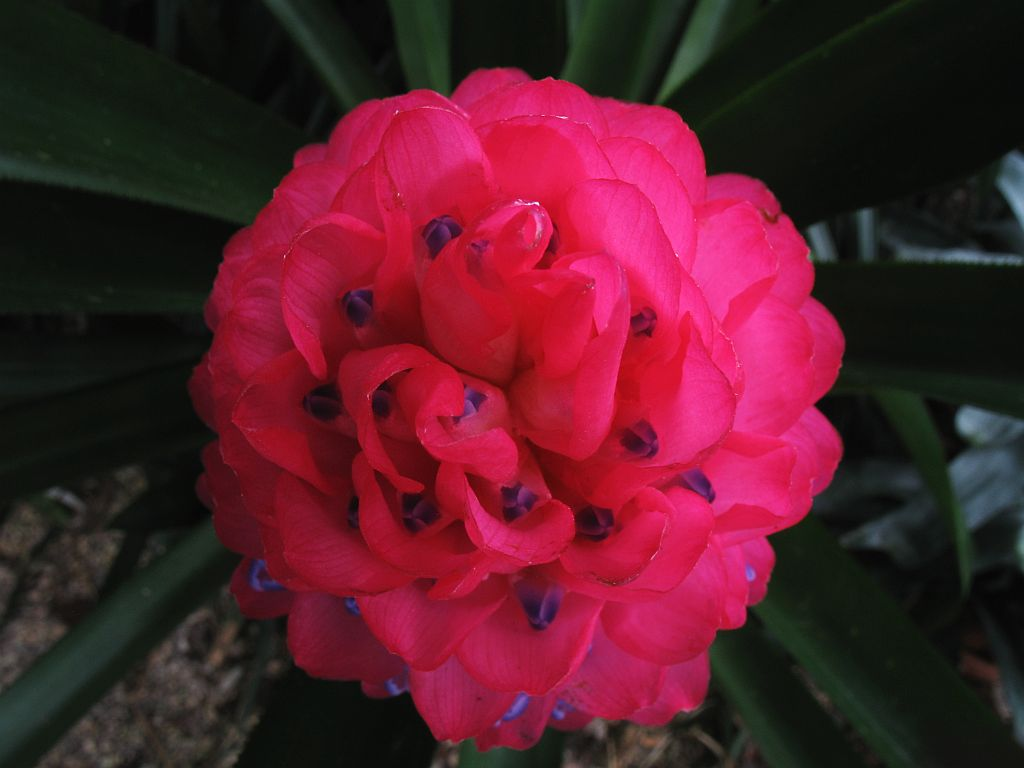